# Tupolev ANT-44
Il Tupolev ANT-44 (in cirillico Туполев АНТ-44) era un aereo anfibio monoplano, progettato intorno alla metà degli anni trenta in Unione Sovietica dallo TsAGI, all'epoca ancora diretto da Andrej Nikolaevič Tupolev.
Si trattava di un quadrimotore destinato all'impiego come bombardiere e aerosilurante, che si caratterizzava per la configurazione alare "ad ala di gabbiano" e che acquisì la denominazione militare MTB-2 (dal cirillico MTБ-2 Морской Торпедоносец Бомбардировщик - Morskoj Torpedonosec Bombardirovŝik - "bombardiere silurante marittimo").

## Storia del progetto
L'origine del processo che portò alla nascita dell'ANT-44 è da ricondurre alla necessità manifestata dalla Aviacija Voenno-Morskogo Flota (la componente aerea della Marina Sovietica) di modernizzare la propria dotazione di velivoli, in particolar modo idrovolanti da impiegare in ruoli di ricognizione e bombardamento a lungo raggio. Nella seconda metà del 1934, consapevole di queste necessità, l'azienda britannica Short Brothers offrì alle autorità sovietiche l'opportunità di realizzare un progetto derivato dal proprio Short S.23 Empire, da produrre negli stabilimenti aeronautici dell'Unione Sovietica.
Sulla base di calcoli comparativi commissionati dalle autorità, lo TsAGI stabilì che sarebbe stato possibile realizzare autonomamente un velivolo dalle prestazioni superiori rispetto al progetto offerto dagli inglesi e, tra la fine del 1934 e la primavera dell'anno successivo, ricevette la richiesta definitiva per la realizzazione di un aereo destinato a coprire svariati ruoli operativi (bombardamento, ricognizione e trasporto truppe).
Tupolev assegnò la cura del progetto ad un gruppo guidato da Aleksandr Petrovič Golubkov, subentrato tra i collaboratori di Tupolev a Ivan Ivanovič Pogosskij da poco deceduto in un incidente occorso durante i collaudi dell'ANT-27. Il disegno finale si concretizzò in un grande quadrimotore anfibio, con scafo centrale ed ala "a gabbiano" (da cui il soprannome "Čajka" assegnato al velivolo) il cui prototipo fu realizzato tra il settembre (o l'ottobre) del 1935 ed il marzo del 1937.
Le fonti concordano nell'indicare che l'ANT-44 venne portato in volo per la prima volta il 19 aprile del 1937, ma non nel luogo dell'avvenimento che viene collocato o a Mosca, presso l'Aeroporto Centrale Michail Vasil'evič Frunze (all'epoca unico aeroporto della città, conosciuto anche con il nome di Hodynka, nome derivante dal fiume situato nei paraggi), oppure a Sebastopoli.
Alcune modifiche ai motori, al carrello d'atterraggio ed al timone furono introdotte nella realizzazione del secondo esemplare che, completato nel giugno del 1938, ricevette la designazione di ANT-44bis o ANT-44D (da "Дублёр", traslitterato "Dublër", ad indicare la seconda versione). Vi sono indicazioni che questo secondo velivolo abbia assunto la denominazione ufficiale di TsAGI-44D a partire dalla fine del 1937, dopo l'arresto di Tupolev (avvenuto il 21 ottobre di quell'anno).
Le prove di valutazione, svolte con il secondo velivolo, ebbero luogo nel maggio del 1939 e confermarono le buone impressioni ottenute in precedenza, tanto da concludersi con la raccomandazione ad avviare la produzione in serie. In epoca immediatamente successiva vennero approntati i disegni con le ultime modifiche e venne iniziato l'approntamento dell'impianto produttivo numero 30 (situato presso l'aeroporto di Hodynka). Il programma venne tuttavia bloccato con una risoluzione del Consiglio dei commissari del popolo dell'URSS nel gennaio del 1940. In seguito l'aviazione della marina ricevette ed immise nei reparti un considerevole numero di Ilyushin Il-4 nelle versioni DB-3M e DB-3F, mentre la produzione dell'ANT-44 non andò oltre i due prototipi già costruiti.

## Tecnica

### Cellula
L'ANT-44 era un aereo anfibio dalla struttura completamente metallica, realizzata interamente mediante l'impiego di pannelli di duralluminio liscio, frutto delle più recenti tecniche costruttive che permettevano di sostituire le precedenti realizzazioni di pannelli corrugati.
La profonda fusoliera presentava la parte inferiore, un vero e proprio scafo, con profilo "a V" e doppio scalino per garantire buone doti di manovrabilità nelle fasi di decollo, ammaraggio e flottaggio. Il disegno dello scafo era il frutto di una lunga serie di prove condotte nelle vasche realizzate per tali scopi presso lo TsAGI. Al di sopra dello scafo, all'estremità di prua, la carlinga ospitava una torretta armata e, nella parte superiore, la cabina di pilotaggio a posti affiancati. Nel tronco di coda era disposta una seconda postazione armata, al di sotto di una vetratura a lucernario disposta a filo della fusoliera. Questa postazione venne sostituita, nel secondo esemplare, con una seconda torretta di tipo girevole.
L'ala era collegata alla fusoliera nella parte superiore, a circa metà della lunghezza. Caratterizzata dal profilo "a gabbiano", alloggiava nel bordo d'entrata i quattro motori e, nella parte inferiore della sezione centrale, collegati tramite montanti "a V", due galleggianti stabilizzatori. La sezione interna dell'ala aveva pianta rettangolare mentre a partire dalla sezione centrale presentava andamento rastremato verso le estremità che avevano il terminale arrotondato. L'impennaggio era di tipo cruciforme con equilibratori e stabilizzatori controventati mediante l'impiego di cavetti metallici.
Il carrello d'atterraggio era collegato, tramite montanti, sia alla fusoliera che alla parte inferiore dell'ala; era di tipo retrattile con meccanismo di richiamo della ruota verso l'alto, ma anche una volta retratto rimaneva interamente all'esterno delle strutture del velivolo.

### Motore
Il primo prototipo costruito montava quattro motori radiali Gnome-Rhône 14K Mistral Major: si trattava di un'unità motrice a quattordici cilindri disposti su doppia stella e raffreddati ad aria, capace di sviluppare la potenza di 810 hp (pari a 604 kW). Questo motore venne costruito su licenza in Unione Sovietica negli anni successivi: identificato dapprima con la sigla "M-85" diede vita, in seguito a progressivi sviluppi, alle unità denominate "M-86", "M-87" e "M-88".
Il secondo esemplare dell'ANT-44 era equipaggiato con i motori M-87 (da una fonte indicati come "Mikulin M-87") da 840 o 950 hp.
Nei progetti relativi alla produzione in serie, i motori avrebbero dovuto essere quattro M-88 dalla potenza unitaria di 1 100 hp.

### Armamento
L'ANT-44 poteva trasportare il proprio carico offensivo in una stiva ricavata all'interno della fusoliera oppure in rastrelliere subalari con disposizione degli ordigni "a grappolo" (le bombe venivano agganciate ad un'asta a coppie). Il carico normalmente previsto per le missioni da bombardamento era costituito da 2 000 kg di bombe o, in alternativa, da siluri (il peso trasportabile, in ogni caso non variava).
L'armamento difensivo constava di torrette armate con un cannone ShVAK calibro 20 mm ciascuna, a prua ed in coda, e da due postazioni armate, dorsale e ventrale, ognuna delle quali era equipaggiata con una mitragliatrice ShKAS calibro 7,62 mm.

## Impiego operativo
La vita operativa del secondo esemplare dell'ANT-44, denominato MTB-2A dalla marina sovietica, è entrata nei libri di storia aeronautica in seguito ad una serie di primati ottenuti tra il mese di giugno e quello di ottobre del 1940: in questo lasso di tempo, condotto da Ivan Sukhomlin, il grande anfibio sovietico fece registrare prestazioni di rilievo (riepilogate nella tabella sottostante) che, malgrado fossero state riconosciute dalla Fédération aéronautique internationale soltanto nel dopoguerra, restarono imbattute per diverso tempo ancora; in particolare il primato di velocità su "circuito chiuso" con 2 000 kg di carico (nella categoria idrovolanti), venne superato solamente nel corso del 1957.
| Data       | Categoria del record                                                              | Prestazione  |
| 17/06/1940 | Altitudine, con peso di 1 000 kg (idrovolanti)                                    | 7 134 m      |
| 19/06/1940 | Altitudine, con peso di 2 000 kg (idrovolanti)                                    | 6 284 m      |
| 19/06/1940 | Altitudine, con peso di 5 000 kg (idrovolanti)                                    | 5 219 m      |
| 19/06/1940 | Peso, all'altitudine di 2 000 m (idrovolanti)                                     | 5 000 kg     |
| 28/09/1940 | Velocità media in circuito chiuso (1 000 km) con carico di 1 000 kg (idrovolanti) | 277,466 km/h |
| 07/10/1940 | Velocità media in circuito chiuso (1 000 km) con carico di 2 000 kg (idrovolanti) | 241,909 km/h |

Le altre notizie relative alla vita dei due esemplari dell'ANT-44 risultano essere contrastanti: se da un lato si riferisce che il primo prototipo fosse affondato nel febbraio del 1939 in seguito alla rottura dello scafo per effetto di un ammaraggio infelice, dall'altro entrambi gli aerei vengono dati in servizio all'inizio della Grande guerra patriottica. Alleggerito dal carrello d'atterraggio e dal suo meccanismo di ritrazione, l'aereo risulta essere stato impiegato per varie missioni di bombardamento (tra le quali alcune su Ploiești e Bucarest) e trasporto.
Anche la fine dell'ANT-44D non trova concordi le fonti reperite: secondo alcuni l'aereo risulta attivo fino alla seconda metà del 1942, quando sarebbe andato "perduto" nelle acque della baia di Gelendžik, mentre altri ne datano l'affondamento ai primi mesi del 1943, durante un ammaraggio notturno nelle acque antistanti Jalta.

## Utilizzatori
Unione Sovietica
- Aviacija Voenno-Morskogo Flota